# Borgo Valsugana
Borgo Valsugana (deutsch veraltet Burg im Suganertal) im Trentiner Dialekt Al Bòrgo, ist eine italienische Gemeinde in der Provinz Trient mit 7067 Einwohnern (Stand 31. Dezember 2023). Das Bild des historischen Zentrums ist geprägt von der langen Laubengasse und dem Fluss Brenta.

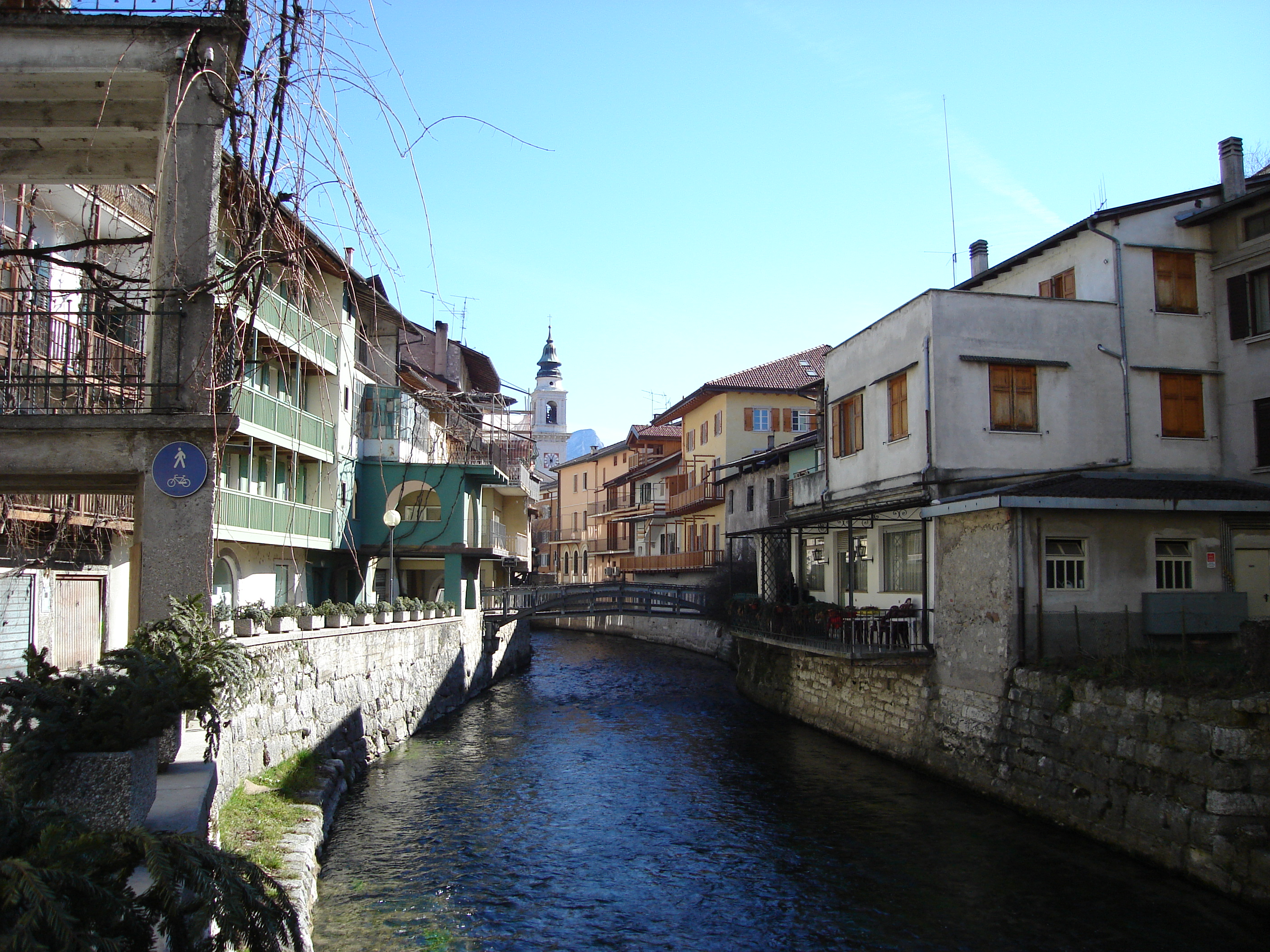
Die Brenta in Borgo Valsugana

## Geografie
Borgo Valsugana liegt 36 km südöstlich von Trient im mittleren Teil der Valsugana, die hier eine Engstelle bildet und im Norden vom Monte Ciolino, an dessen Hängen Castel Telvana liegt, und im Süden vom Monte Rocchetta eingegrenzt wird. Bestimmt wird das Tal bei Borgo im Süden vom Monte Ortigara mit der Cima Dodici 2336 m s.l.m., Cima Undici 2229 m s.l.m. und Cima Dieci 2215 m s.l.m., dem bereits zur Region Venetien gehörenden nördlichen Rand der Hochebene der Sieben Gemeinden.

## Geschichte
Die Geschichte von Borgo Valsugana ist eng mit der Geschichte der Valsugana als wichtiges Durchgangstal verknüpft. Borgo Valsugana wurde zum ersten Mal im 1. Jahrhundert nach Christus als Ausugum, eine römische Militärstation an der Via Claudia Augusta, erwähnt. Archäologische Funde lassen aber den Schluss zu, dass die Gegend um Borgo bereits vorher besiedelt war.
Bis zum 11. Jahrhundert ist von der Geschichte Borgos wenig übermittelt. Erst mit der Entstehung des Fürstbistums Trient und der Aufteilung der Valsugana auf die beiden Bistümer Trient und Feltre ändert sich dies. So regierte von Borgo aus ein Statthalter des Bischofs von Feltre die zu Feltre gehörenden Teile der Valsugana. Im 14. Jahrhundert erhielt der Ort als Magnifica Comunità di Borgo ein eigenes Gemeindestatut vom Bischof in Feltre.
Die weltliche Herrschaft Feltres endete 1228 mit Ezzelino III. da Romano, der die Valsugana und Feltre besetzte. Danach folgte eine wechselvolle Phase, in der der Ort und das Tal unter verschiedene Einflusssphären gerieten. 1412 besetzten schließlich die Truppen Friedrichs IV. die Valsugana, womit auch Borgo unter die Herrschaft der Habsburger geriet. 1487 fiel die Valsugana im Krieg zwischen der Republik Venedig und Sigmund von Tirol kurzzeitig an Venedig. In der Folgezeit wurde das Tal immer wieder in den Konflikt zwischen dem Haus Habsburg und der Lagunenrepublik einbezogen, der erst 1516 beendet wurde.
1609 bewilligte Erzherzog Maximilian III. den Bezirken der unteren Valsugana eigene Statuten. Damit begann eine Phase des wirtschaftlichen und kulturellen Aufschwungs auch von Borgo Valsugana. Dieser war gekennzeichnet durch die Einführung der Seidenraupenzucht, die zu einer bedeutenden Einkommensquelle wurde. Während dieser blühenden Zeit wurden im 18. Jahrhundert einige Paläste und auch die Pfarrkirche von Borgo Valsugana errichtet.
Nach der wechselvollen napoleonischen Zeit, in der man zeitweise unter französischer, österreichischer, bayerischer und italienischer Herrschaft stand, gelangte Borgo Valsugana mit dem Wiener Kongress wieder zu Österreich. Die österreichische Herrschaft wurde bis 1919 nur kurzfristig 1866 während des Dritten Italienischen Unabhängigkeitskrieges unterbrochen, als italienische Truppen unter General Giacomo Medici über die Valsugana bis vor die Tore Trients vorstießen. Dabei kam es am 23. Juli bei Borgo auch zu einem Scharmützel zwischen den österreichischen und italienischen Truppen. Mit dem am 12. August 1866 abgeschlossenen Waffenstillstand von Cormòns und dem Rückzug der Italiener endete dieses kurze Zwischenspiel aber wieder.

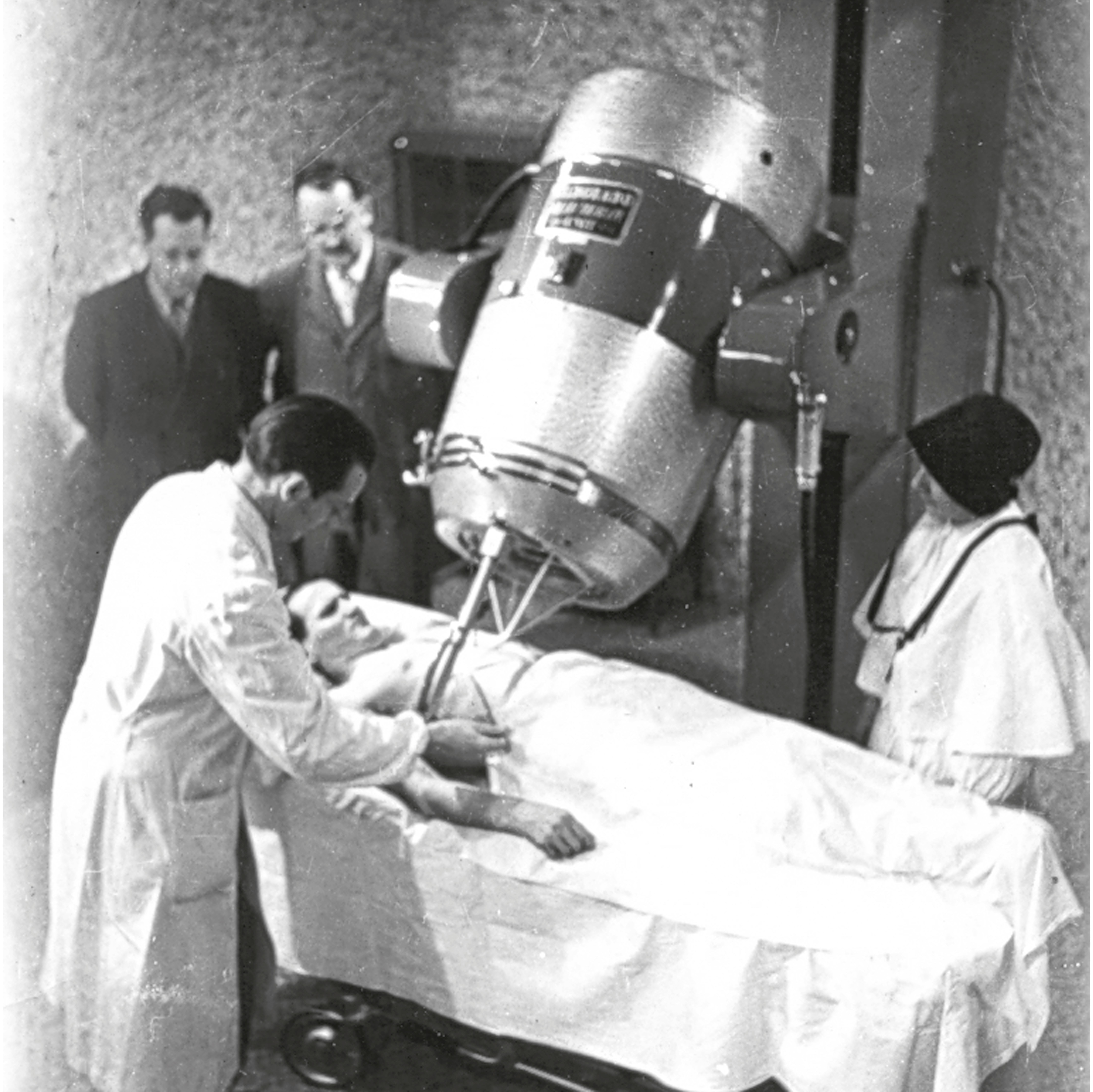
Strahlentherapiebehandlung in den 1950er Jahren im Krankenhaus Borgo Valsugana

Bis zum Ersten Weltkrieg ist die Geschichte des Ortes hauptsächlich von verschiedenen Naturkatastrophen gekennzeichnet. So wurden 1862 bei einem Brand 159 Häuser zerstört, während 1882 eine verheerende Überschwemmung das Tal heimsuchte, der große Teile der Ackerflächen zum Opfer fielen, was eine erste größere Auswanderungswelle zur Folge hatte. Die Emigration verstärkte sich Ende des Jahrhunderts noch, als die Seidenraupenzucht durch die Pébrine-Krankheit so gut wie zum Erliegen kam. Einen Großteil der Auswanderer zog es in die Stadt Bludenz im Vorarlberg, zu der heute eine Städtepartnerschaft besteht.
Ein Aufschwung gelang erst wieder zu Beginn des 20. Jahrhunderts mit der beginnenden Industrialisierung. 1903 wurde Borgo an das Stromnetz angeschlossen. 1913 das Stadttheater, das Teatro Sociale, eingeweiht. 1914 wurde Borgo Valsugana zur Garnisonsstadt des k.u.k. Feldjägerbataillons 22.
Mit Beginn des Ersten Weltkrieges wurden auch die wehrfähigen Männer von Borgo Valsugana eingezogen und Anfang August 1914 an die Ostfront geschickt, wo die meisten in den ersten beiden Kriegsmonaten in Galizien bei Lemberg, bei Przemyśl bzw. im Serbienfeldzug fielen. Mit dem Kriegseintritt Italiens am 23. Mai 1915 wurde Borgo Valsugana geräumt und faktisch zum Niemandsland, das im August 1915 von italienischen Truppen zwischenzeitlich besetzt wurde und mit der österreichisch-ungarischen Südtiroloffensive im Mai 1916 wieder unter österreichische Kontrolle kam. Kurz vor Kriegsende besetzten am 2. November 1918 schließlich italienische Truppen den Ort, der mit dem Vertrag von Saint-Germain 1919 zum Königreich Italien gelangte.
In der Nachkriegszeit begann der langsame Wiederaufbau des zu einem Drittel vollständig zerstörten Ortes, während die verbliebenen Gebäude zum Großteil schwer beschädigt waren.
Im Zweiten Weltkrieg wurde Borgo Valsugana nur marginal gegen Kriegsende bei der Bekämpfung italienischer Widerstandsgruppen und bei der Bombardierung der Valsugana-Bahn durch die Alliierten berührt. Am 2. Mai 1945 zog die US-Armee in Borgo ein.
Zu den bedeutendsten Ereignissen nach 1945 zählt die Eröffnung der Strahlentherapieabteilung im Krankenhaus von Borgo Valsugana 1953, die als erste in Europa mit einer Kobaltkanone zur Behandlung von Tumoren arbeitete.
Im November 1966 wurden der Ort und das Umland von schweren Überschwemmungen getroffen, die beachtlichen Schäden hinterließen. Der danach erfolgte Wiederaufbau prägt noch heute das Ortsbild.

### Bevölkerungsentwicklung
| Jahr      | 1921 | 1931 | 1951 | 1961 | 1971 | 1981 | 1991 | 2001 | 2011 | 2021 |
| --------- | ---- | ---- | ---- | ---- | ---- | ---- | ---- | ---- | ---- | ---- |
| Einwohner | 5862 | 4834 | 4913 | 4828 | 4813 | 5241 | 5535 | 6177 | 6826 | 6984 |

Quelle: ISTAT

## Verwaltungsgliederung
Zur Gemeinde gehört neben Borgo Valsugana mit dem Gemeindesitz auch noch die südlich liegende Ortschaft Olle. Borgo Valsugana ist auch Verwaltungssitz der Talgemeinschaft Comunità Valsugana e Tesino.

## Sport
Die 17. Etappe des Giro d’Italia 1988 endete in Borgo mit dem Sieg von Patrizio Gambirasio.

## Kulturelle Ereignisse
Alle zwei Jahre findet seit 1986 im Sommer die Arte Sella statt, eine Ausstellung von moderner Kunst in der Natur. Die ausgestellten Werke können entlang eines rund drei Kilometer langen Weges betrachtet werden.
Auf der „Costa-Alm“ hingegen werden Treffen mit den Künstlern und weitere Informationen für das Publikum angeboten. Nahe der Alm wurde 2001 das Werk „Cattedrale vegetale“ vom Künstler Giuliano Mauri errichtet.

## Gemeindepartnerschaft
- Bludenz,  (Vorarlberg), seit 1991

## Persönlichkeiten
- Erika Giovanna Klien (1900–1957), österreichisch-US-amerikanische Künstlerin
- Matteo Trentin (* 1989), Radrennfahrer

Borgo ist außerdem als Wahlheimat Alcide De Gasperis (1881–1954) bekannt, der hier heiratete, lange Zeit seines Lebens hier verbrachte und im August 1954 hier verstarb. Nach ihm wurden der Rathausplatz, der Verband der Oberschulen und die „Sala De Gasperi“ benannt.